# 霍爾斯塔德鎮區 (明尼蘇達州諾曼縣)
霍爾斯塔德鎮區（英語：Halstad Township）是位於美國明尼蘇達州諾曼縣的一個行政鎮區。

## 歷史
霍爾斯塔德鎮區於1879年成立，得名自來自挪威的定居者奧萊·霍爾斯塔德（Ole Halstad）。

## 地方資料
霍爾斯塔德鎮區的面積為98.05平方千米，當中陸地面積為97.51平方千米，而水域面積為0.54平方千米。根據2020年美國人口普查的數據，當地共有人口104人，而人口密度為每平方千米1.06人。